# 黎初朝
黎初朝（越南语：／；1428年—1527年）是越南歷史學家對後黎朝前半葉時期的稱呼。
1428年，黎利建立後黎朝，國號大越，從明朝恢復越南的獨立。黎初朝時期的皇帝手中掌握著大權。傳至威穆帝、襄翼帝之時，因暴虐，為臣下所殺。1516年黎昭宗繼位之後，大權旁落，軍閥蜂起。鄭惟㦃、阮弘裕、鄭綏、陳真等人相繼專權。1518年，莫登庸取得大權，並於1527年廢黜黎恭皇，篡位稱帝，建立莫朝。至此黎初朝結束。
後黎朝遺臣阮淦出奔哀牢，糾集後黎朝支持者，於1533年復辟了後黎朝。不過此時的後黎朝皇帝沒有實權，而復辟的後黎朝被稱為黎中興朝。